# Юзкуйська волость
Юзку́йська во́лость — адміністративно-територіальна одиниця Мелітопольського повіту Таврійської губернії.
Станом на 1886 рік складалася з 9 поселень, 4 сільських громад. Населення — 7116 осіб (3620 чоловічої статі та 3496 — жіночої), 1297 дворових господарств.
|                     | Площа, десятин | У тому числі орної, дес. |
| ------------------- | -------------- | ------------------------ |
| Сільських громад    | 30586          | 16698                    |
| Приватної власності | 31712          | 5500                     |
| Казенної власності  | 890            | —                        |
| Іншої власності     | 304            | 110                      |
| Загалом             | 63492          | 22308                    |

Найбільші поселення волості:
- Мала Юзкуя — село при Азовськім морі за 73 верст від повітового міста, 2822 особи, 434 двори, православна церква, школа, 4 лавки, цегельний завод, 2 колесні, бондарня, ярмарок 21 вересня. За 5 1/2 верст — цегельний завод. За 10 верст — цегельний завод, колесня. За 18 верст — цегельний завод. За 25 верст — столярня.
- Генічеськ (Усть-Азовськ, Тонке) — містечко при Азовськім морі та протоці до озера Сіваш, 1225 осіб, 321 двір, православна церква, єврейський молитовний будинок, школа, поштове відділення, поштова станція, 42 лавки, цегельний завод, столярня, бондарня, фонтан сельтерської води, 2 постоялих двори, 3 горілчаних склади, 7 рейнських погреби, харчевня, 3 ярмарки: 8 вересня, 8 листопада, 25 березня, базар по неділях, залізнична станція Генічеськ.
- Ново-Григорівка (Ельнівагач Гірки) — село при балці від лиману Азовського моря, 2211 осіб, 408 дворів, молитовний будинок, школа, поштова станція, 8 лавок, цегельний завод, 2 постоялих двори, 2 ярмарки: 17 березня та 26 жовтня, базар по неділях, залізнична станція Ново-Григорівка.
- Стокопані (Мохова) — село при балці від лиману Азовського моря, 709 осіб, 117 дворів, православна церква.